# Venia (Ritus)

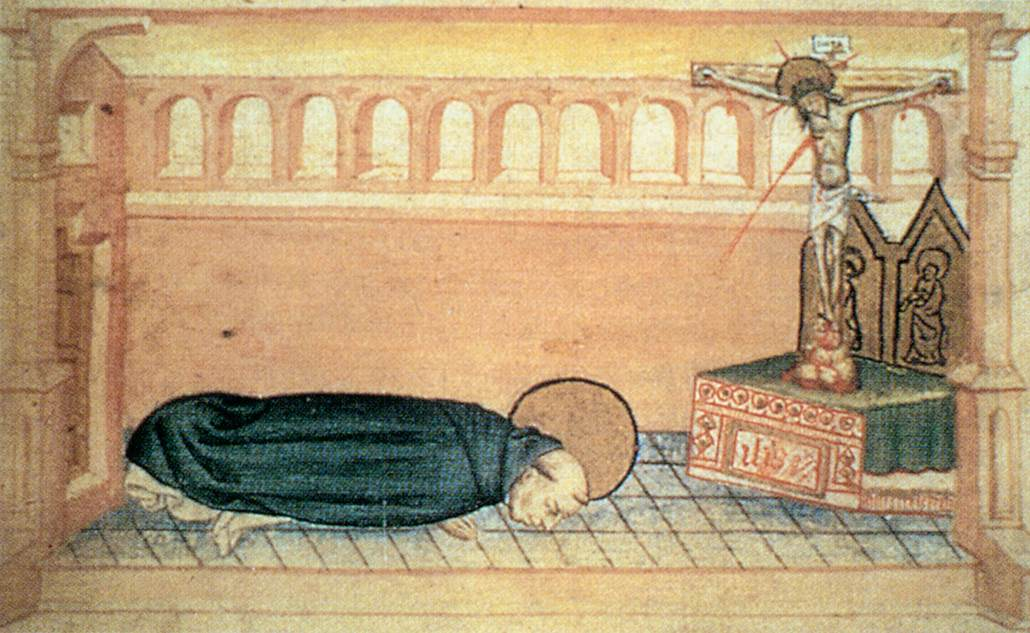
Venia des hl. Dominikus, Buchmalerei (zwischen 1260 und 1288)

Die Venia (von lat. „Gnade; Vergebung, Verzeihung, Entschuldigung“, mittellateinisch volkstümlich „Fußfall, Kniefall“, eingedeutscht auch Venien) als Ausdruck der Anbetung, Verehrung und inständiger Bitte ist Bestandteil einiger ordenseigener Riten in der lateinischen Kirche. In den verschiedenen Formen des byzantinischen Ritus wird die Venia auch Metanie genannt.

## Die Venia als rituelle Vergebungsbitte
Dominikaner-, Kartäuser- und Zisterzienserritus kennen verschiedene Formen der Venia.
- Die Dominikaner legen sich bei der Venia mit dem ganzen Körper auf den Boden, allerdings nicht auf den Bauch, sondern auf die rechte Körperseite, wobei ein Schienbein über das andere gelegt wird. Das Caeremoniale der Dominikaner nennt die verschiedenen Anlässe, bei denen die Predigerbrüder eine solche Venia vollziehen, so etwa bei der feierlichen Ankündigung hoher Feste, im Kapitelsaal, bei einer Zurechtweisung oder bei der Übertragung einer Aufgabe seitens des Ordens oder der Gemeinschaft.[2]
- Bei den Zisterziensern unterscheidet man drei Arten der Vergebungsbitte, die, anders als bei den Dominikanern, als Veniae petitio bezeichnet werden, zumindest die Prostratio super articulos und die Satisfactio eindeutig. Es werden genannt:

1. die Prosternation, bei der man sich vollständig auf den Boden niederwirft
2. die Prostratio super articulos, die eigentliche Venia, bei der man sich so tief verneigt, dass die Handknöchel und die Knie den Boden berühren
3. die Satisfactio, bei der man mit den Handknöcheln beider Hände den Boden berührt

- Auch im Deutschen Orden war die Venie (Verbform venien) zu verschiedenen Anlässen in den Statuten vorgesehen.[3]

Die Prosternation ist ein Zeichen tiefer Verdemütigung und wird selten und mit großer Zurückhaltung in der Liturgie praktiziert. Die Prostratio super articulos wird in Verbindung gebracht mit Dan 10,10  und Lk 24,52 . Sie ist eine der häufigsten Formen der Vergebungsbitte und hat als solche nicht nur im öffentlichen Gottesdienst ihren Platz, sondern auch im privaten Gebet. Die Satisfactio tritt immer dann an die Stelle der Prostration, wenn die liturgische Tradition der Zisterzienser die Kniebeugung untersagt, also an allen Sonntagen, in der Osterzeit und an Festtagen.